# موزاييك (ألبوم)
موزاييك أو فسيفساء هو الألبوم الرابع لفرقة ملوك الغجري (جيبسي كينغز)، الذي صدر في عام 1989 وتم تسجيله بنسختين في أوروبا وكندا. والفرق الرئيسي بين كل من هما هو استبدال أغنية بوساميا"Bossamba" في النسخة الأوروبية بأغنية «نينا مورينا» التي تم تسجيلها بكندا.
وقد حاز هذا الألبوم الذي خرج إلى العالم الفني سنة 1989 على الشهادة الذهبية من قبل رابطة صناعة التسجيلات الأمريكية (RIAA).

## ألبوم تسجيلات النسخة الأوربية
- 1. Caminando Por la Calle «كامينادو بور لا كالي» 04:17
- 2. ""Viento Del Arena«(Studio Version) فينتو ديل ارينا» (نسخة استوديو) 05:27
- 3. Mosaïque «موزاييك» 03:40
- 4. «كامينو» 05:03
- 5. Passion «العاطفة» 03:01
- 6. Soy «صووي» 03:10
- 7. Volare «فولار» 03:38
- 8.Trista Pena «تريستا بينا» 04:29
- 9. Liberte «الحرية» 04:01
- 10. Serrana «سيرانا» 04:19
- 11.Bossamba بوسامبا 03:18
- 12.Vamos a Bailar «فاموس أبايلر» (مباشر) 05:09

## ألبوم تسجيلات النسخة الأمريكية
- 1.Caminando Por la Calle «كامينادو بور لا كالي» 04:17
- 2. ""Viento Del Arena«(Studio Version) فينتو ديل ارينا» (نسخة استوديو) 05:27
- 3. "El Camino" إلكامينو 5:03
- 4. Mosaïque «موزاييك» 3:40
- 5. Serrana «سيرانا» 04:19
- 6. Liberte «الحرية» 04:01
- 7. Volare «فولار» 03:38
- 8.Trista Pena «تريستا بينا» 04:29
- 9. "Niña Morena" «نينيا مورينا» 04:01
- 10. Passion «العاطفة» 03:01
- 11. Soy «صووي» 03:10
- 12.Vamos a Bailar «فاموس أبايلر» (مباشر) 05:09

## وصلات خارجية
- موزاييك على موقع أول موفي (الإنجليزية)